# Dolmen von Pedra Moura (Monte Carneo)

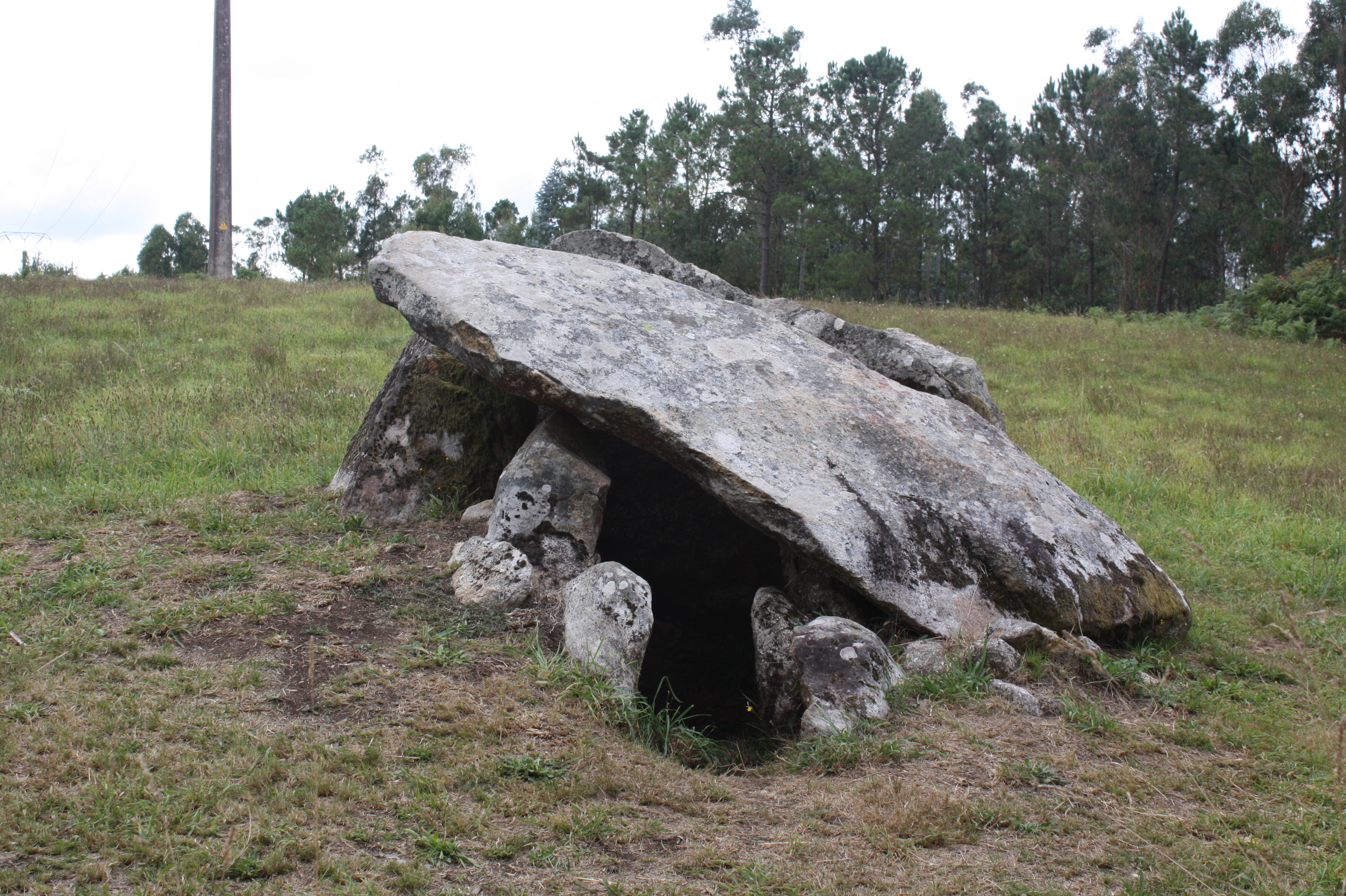
Pedra Moura do Monte Carneo

Der Dolmen von Pedra Moura do Monte Carneo liegt nordwestlich von Treos in Vimianzo bei Baíñas in der Provinz A Coruña in Galicien in Spanien.
In den Orten Baiñas, Berdoias, Serramo und Treos, die zu Vimianzo gehören, befindet sich eine bedeutende Konzentration von Megalithanlagen, von denen einige gut erhalten sind und beträchtliche Abmessungen haben. Der zusammengebrochene, auf 4000–3000 v. Chr. datierte Dolmen von Pedra Moura ist 4,1 m lang, mit zwei Decksteinen und 11 aufrechten Tragsteinen. Ursprünglich war er mit einem Hügel von etwa 15 m Durchmesser bedeckt, von dem keine Spuren erhalten sind.
In der Nähe liegen die Pedra da Arca de Baiñas, auch bekannt als Casa dos Mouros und der Dolmen von Regoelle eingebettet in einen Hügel von etwa 30 Metern Durchmesser mit einem Deckstein von 14,5 Tonnen. 
Dolmen von Pedra Moura (Carballo) heißt ein Dolmen in Aldemunde in der Provinz A Coruña.

Pedra Moura do Monte Carneo
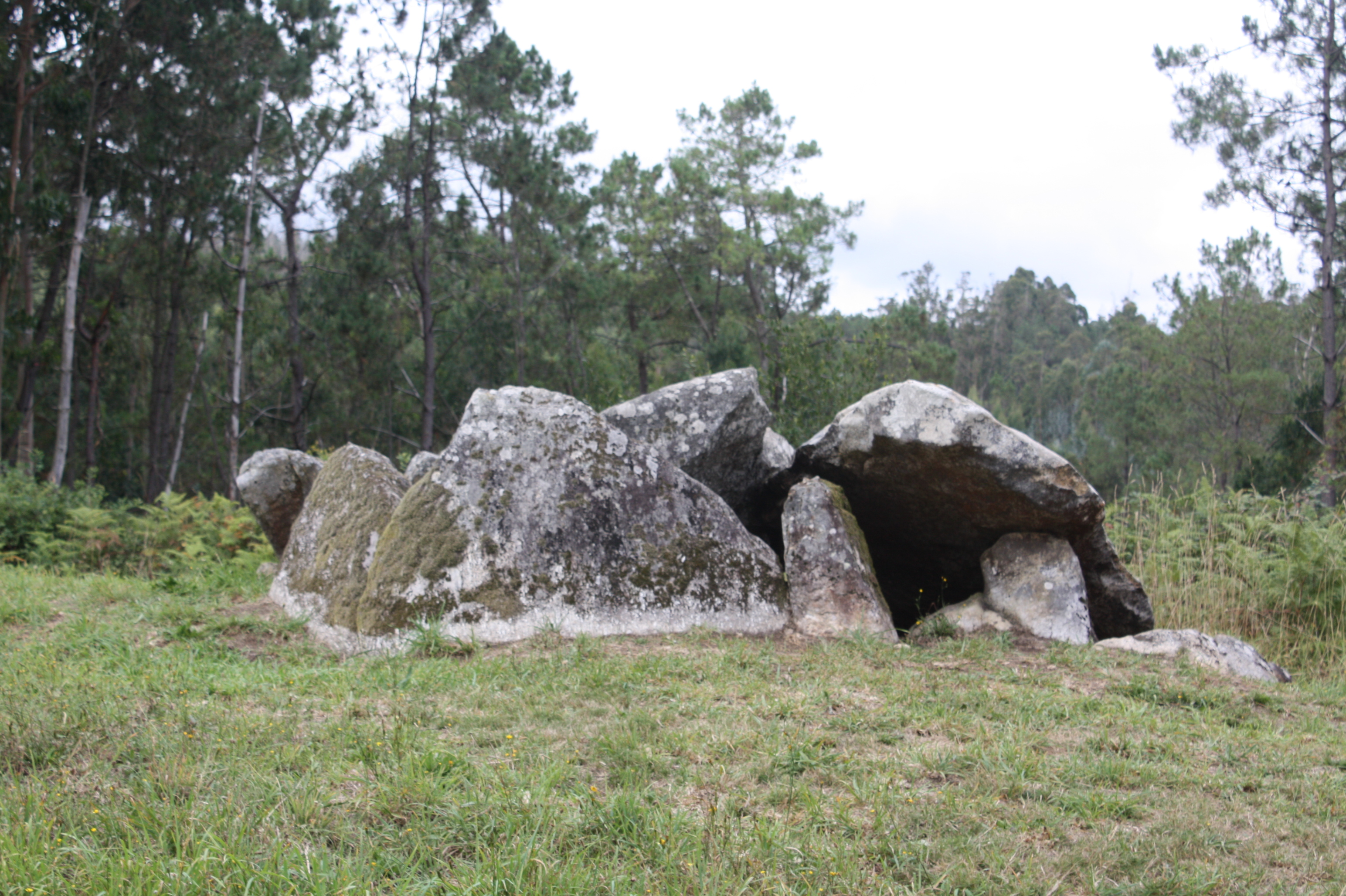
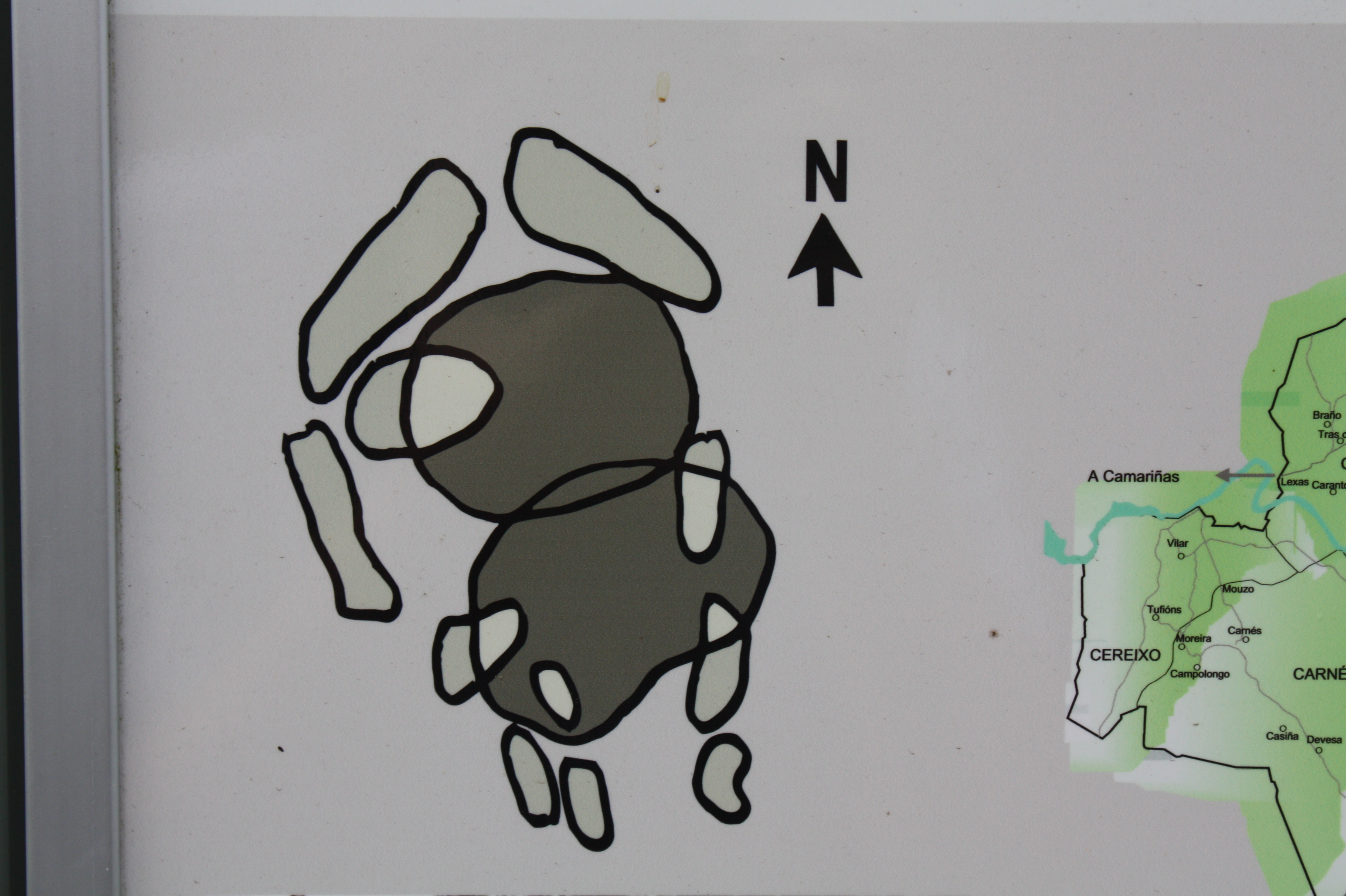
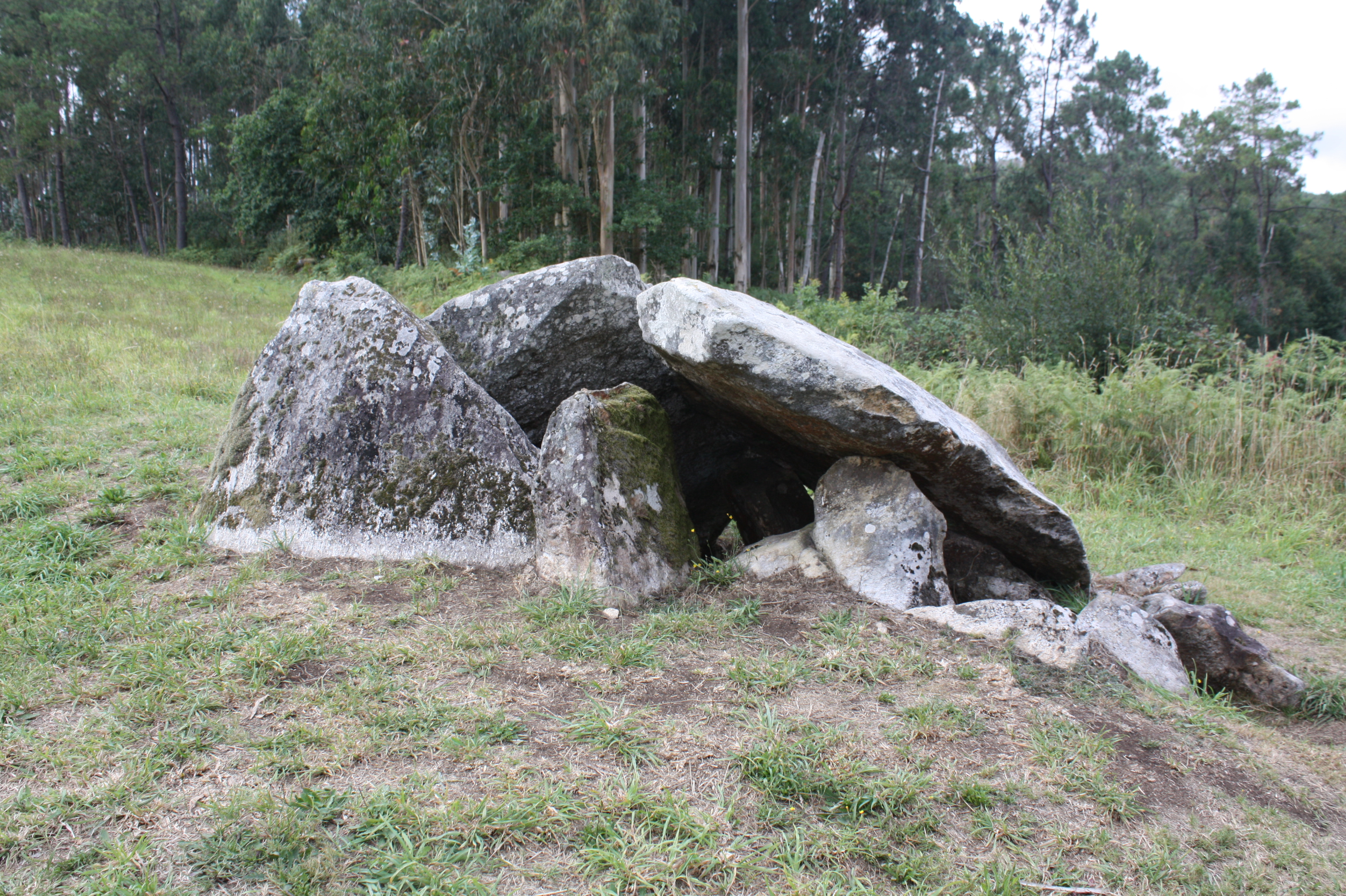